# Томас Олде Гевелт
То́мас Бауделет О́лде Ге́велт (інколи Хьо́велт; нід. Thomas Baudelet Olde Heuvelt, МФА: [ˈɦøːvɛlt]; 16 квітня 1983, Неймеген) — нідерландський письменник, автор низки оповідань та романів у жанрі жахів. Його роман «Відьма» перекладений на дев'ять мов та виданий у чотирнадцяти країнах, зокрема, Великій Британії, Франції, Китаї та Бразилії. Перший нідерландський письменник, чий твір був номінований на престижну премію Г'юго. Лауреат премії Г'юго 2015 року за найкраще оповідання. Двічі лауреат нідерландської премії Гарленда.
Твори Олде Гевелта відрізняються поєднанням жанрів фентезі, жахів, магічного реалізму та гумору. Частково перекладені англійською.

## Біографія
Томас Олде Гевелт народився 16 квітня 1983 року в Неймегені. У віці трьох років втратив батька, і мати виховувала Томаса та його сестру самотужки. Пізніше він згадував у численних інтерв'ю, що саме смерть його батька справила неабиякий вплив на його майбутні твори, в яких наскрізними темами є теми прощання та смерті. Томас провів дитинство у селі Бек, муніципалітет Берг-ен-Дал, поблизу Неймегена. Саме це село він у майбутньому зробить місцем подій свого роману «HEX». Середню освіту отримав у коледжі Canisius, потім вивчав мистецтво в Утрехтській вищій школі мистецтв, англійську мову та американську літературу в Радбоуд університет Неймеген та Оттавському університеті в Канаді. У дитинстві його улюбленими письменниками були Роальд Дал та Пауль ван Лон, які прищепили йому любов до зловісної та похмурої літератури. Юнаком Томас захоплювався Стівеном Кінгом, а пізніше, в університеті, відкрив для себе низку сучасних авторів у жанрі жахів, таких як Джонатан Сафран Фоер, Карлос Руїс Сафон, Ніл Геймен та Янн Мартель.
Свій дебютний роман, «De Onvoorziene» (укр. «Непередбачуваний»), Олде Гевелт написав у віці 18 років, у 2002 році його опублікувало невелике видавництво Intes International. У 2004 році вийшов новий, 600-сторінковий роман «PhantasAmnesia» (укр. «ФантазАмнезія»), у якому жанр жахів поєднався із гумором та сатирою. Наступного, 2005 року, Олде Гевелт брав участь у фестивалі Elf Fantasy Fair, на якому познайомився з Жаком Постом, видавцем у в одному з найбільших нідерландських видавництв — Luitingh-Sijthoff. У 2008 році в цьому видавництві вийшов третій роман «Leerling Tovenaar Vader & Zoon», з того часу твори Олде Гевелта публікуються саме в цьому видавництві, яке видає перекладені нідерландською твори Стівена Кінга, Дена Брауна, Джорджа Мартіна та інших всесвітньо відомих майстрів фантастичного жанру.
Наприкінці 2000-х Олде Гевелт стає відомим у Нідерландах письменником. Його запрошують як почесного гостя на низку великих фестивалів у Нідерландах і Бельгії, його оповідання публікуються у численних журналах та антологіях. У 2008 та 2012 роках Олде Гевелт бере участь у фестивалі EasterCon в Лондоні, у 2010 році — у конвенції World Horror Convention у Брайтоні, у 2012 році у фестивалі WorldCon у Чикаго.
Олде Гевелт двічі (у 2009 і 2012 роках) отримував Премію Гарленда — найголовнішу нідерландську літературну нагороду у жанрі фантастики, був членом журі цієї премії та премії «Спуск із повідця», редагував антології Duistere Parels (2006) та [Re]writing History (2013).
Перекладене англійською мовою оповідання «The Boy Who Cast No Shadow» було видане у Великий Британії та 2012 року отримало Почесну Нагороду в Science Fiction & Fantasy Translation Awards, а в 2013 році було номіноване на престижну Премію Г'юго у категорії «Найкраще оповідання». Завдяки цьому оповіданню Олде Гевелт став першим письменником з Нідерландів, номінованим на цю престижну американську премію.
У 2013 році його новелу «The Ink readers of Doi Saket» опублікувало американське видання Tor Books.
У 2011 році Олде Гевелт намагався випробувати себе в інших літературних жанрах та написав психологічний роман з елементами магічного реалізму «Harten Sara» про дівчинку-підлітка із синдромом Аспергера.
Втім, у 2013 році Олде Гевелт повернувся до жанру жахів і опублікував свій найвизначніший роман "Відьма ", який став рекордсменом продажів у першому півріччі 2013 року серед фантастичних творів. У травні 2014 року стало відомо, що права на екранізацію роману придбала голлівудська компанія Warner Bros. У 2016 році роман опублікували у Сполучених Штатах, Великій Британії та Австралії. Стівен Кінг у своєму твіттер-акаунті назвав роман «цілковито, блискуче оригінальним». Після публікації роману Олде Гевелт здійснив 6-тижневий промо-тур по США.
У 2015 році оповідання Олде Гевелта «The Day The World Turned Upside Down», опубліковане у часописі Lightspeed Magazine, завоювало премію Г'юго у категорії «Найкраще оповідання».
З 2007 року мешкає у місті Хертогенбос.

## Нагороди
- 2004 — Премія Пола Гарленда (за оповідання De kronieken van een weduwnaar)[6]
- 2009 — Премія Пола Гарленда (за оповідання De jongen die geen schaduw wierp)
- 2012 — Премія Пола Гарленда (за оповідання De vis in de fles)[7]
- 2012 — почесна премія Science Fiction & Fantasy Translation Awards (за оповідання The Boy Who Cast No Shadow)[8]
- 2013 — номінація на Премію Г'юго (за оповідання for The Boy Who Cast No Shadow)[9]
- 2014 — номінація на Премію Г'юго (за оповідання The Ink Readers of Doi Saket)
- 2014 — номінація на World Fantasy Award (за оповідання The Ink Readers of Doi Saket)[10]
- 2015 — Премія «Г'юго» за найкраще оповідання (за оповідання The Day the World Turned Upside Down)[2]

## Переклади українською
- Олде Хьовелт, Томас (2017). Відьма. Переклад з англійської: Олег Грицаєнко. Київ: КМ-Букс. 512 стор. ISBN 978-617-7535-23-1.